# شوليه (دائرة إدارية)
دائرة شوليه هي دائرة إدارية فرنسية، في فرنسا، تقع في ماين ولوار، بلغ عدد سكانها 223,878  نسمة وذلك حسب إحصائيات سنة 2015، عاصمتها شوليه، تبلغ مساحتها 1,646 كيلومتر مربع.

## التقسيمات الإدارية
- Canton of Beaupréau-en-Mauges [الإنجليزية]‏
- Canton of Champtoceaux [الإنجليزية]‏
- canton of Chemillé  [لغات أخرى]‏
- كانتون شوليه-2  [لغات أخرى]‏
- Canton of Montfaucon-Montigné [الإنجليزية]‏
- canton of Montrevault  [لغات أخرى]‏
- canton of Saint-Florent-le-Vieil  [لغات أخرى]‏
- كانتون شوليه-1  [لغات أخرى]‏
- كانتون شوليه-3  [لغات أخرى]‏
- شوليه.